# Мерира
Мерира I (ег. «Возлюбивший Ра») — второй по счёту Верховный жрец Атона (с ок. 1347 года до н. э., то есть с 4-го года правления Эхнатона). Согласно сохранившимся надписям, он оставался в этой должности минимум до 16 года правления Эхнатона (ок. 1335 год до н. э.), а также видимо в 1-й год правления первого преемника Эхнатона (ок. 1333 год до н. э.).

## Биография

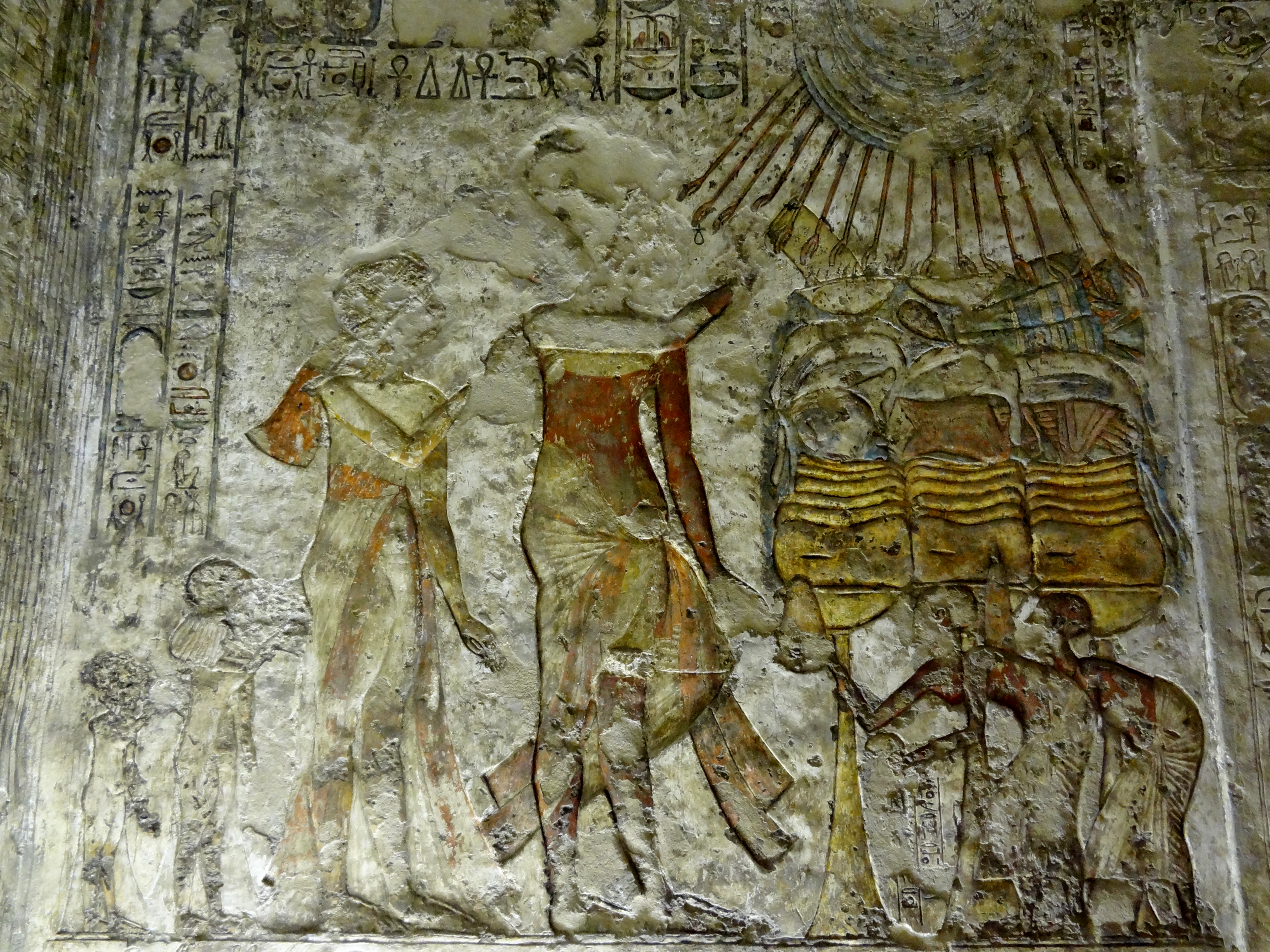
Изображение царственный четы с дочерьми из амарнской гробницы Мериры

На 4-м году своего правления фараон-реформатор Эхнатон, поняв, что физически уже не может эффективно совмещать в своих руках высшие государственные и религиозные функции, передал полномочия «Верховного жреца Атона в Ахетатоне», своему сподвижнику в деле распространения верховного культа Атона по имени Мерира. На одной из стен амарнской гробницы Мерира изображено его вступление в должность верховного жреца. На росписи фараон Эхнатон и царица Нефертити с дочерью Меритатон стоят у обрамлённого цветами лотоса окна явлений и приветствуют своего верного сановника Мерира, а также иных присутствующих. Эхнатон приказывает Мерира подняться с колен, затем обращается к нему со словами:
«Я посвящаю тебя в верховные жрецы Атона в моем храме Атона в поднебесном городе Атона. Я делаю это из любви к тебе и согласно желанию твоему, ибо ты был слугой моим, который был послушен учению (моему) во всём, что говорилось. Сердце моё радуется от дел твоих. Я передаю тебе эту должность и говорю тебе: ты будешь вкушать пищу фараона в храме Атона!»
В ответ Мерира, поднятый присутствующими на плечи, заявляет следующее: «Щедро вознаграждает Атон тех, кто ублажают его». После этого Эхнатон вручает Мерире регалии верховного жреца и многочисленные подарки.
На росписях гробницы присутствует жена Мерира по имени Тинро, которая названа «великой любимицей Владычицы Обеих Земель». Сам факт её присутствия на стенах гробницы указывает на её высокое положение, тогда как в амарнский период в гробницах знати было принято изображать не членов своей семьи, а семью фараона.
Мерира владел огромных размеров личным хозяйством, включавшим, в частности, обширные виноградники (в основном на западе Нижнего Египта), на которых производилось вино и изюм, и несколько пивоварен.

## Гробница
Гробница Мерира найдена в Амарне и обозначена №4. Останки Мериры не обнаружены. Вероятно, Мерира идентичен владельцу мемфисской гробницы, обозначенный двумя именами: Меринейт и Мерира. Последнее имя он получил в амарнский период, а до и после именовался Меринейтом. Среди титулов Меринейта в гробнице значится титул верховного жреца Атона.